# Eupyrrhoglossum
Eupyrrhoglossum là một chi bướm đêm thuộc họ Sphingidae.

## Các loài
- Eupyrrhoglossum corvus - (Biosduval 1870)
- Eupyrrhoglossum sagra - (Poey 1832)
- Eupyrrhoglossum venustum - Rothschild & Jordan, 1910

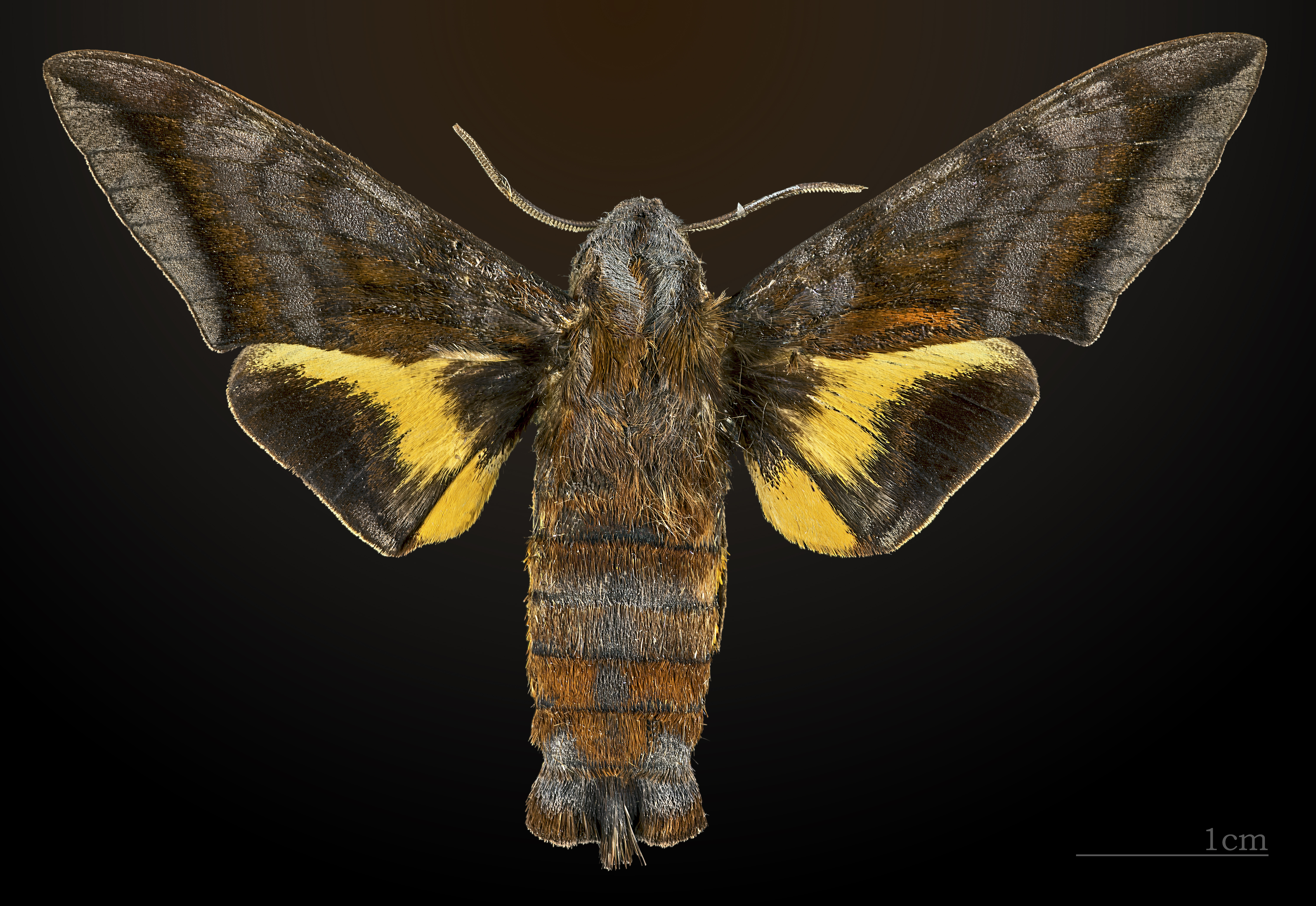
Eupyrrhoglossum corvus
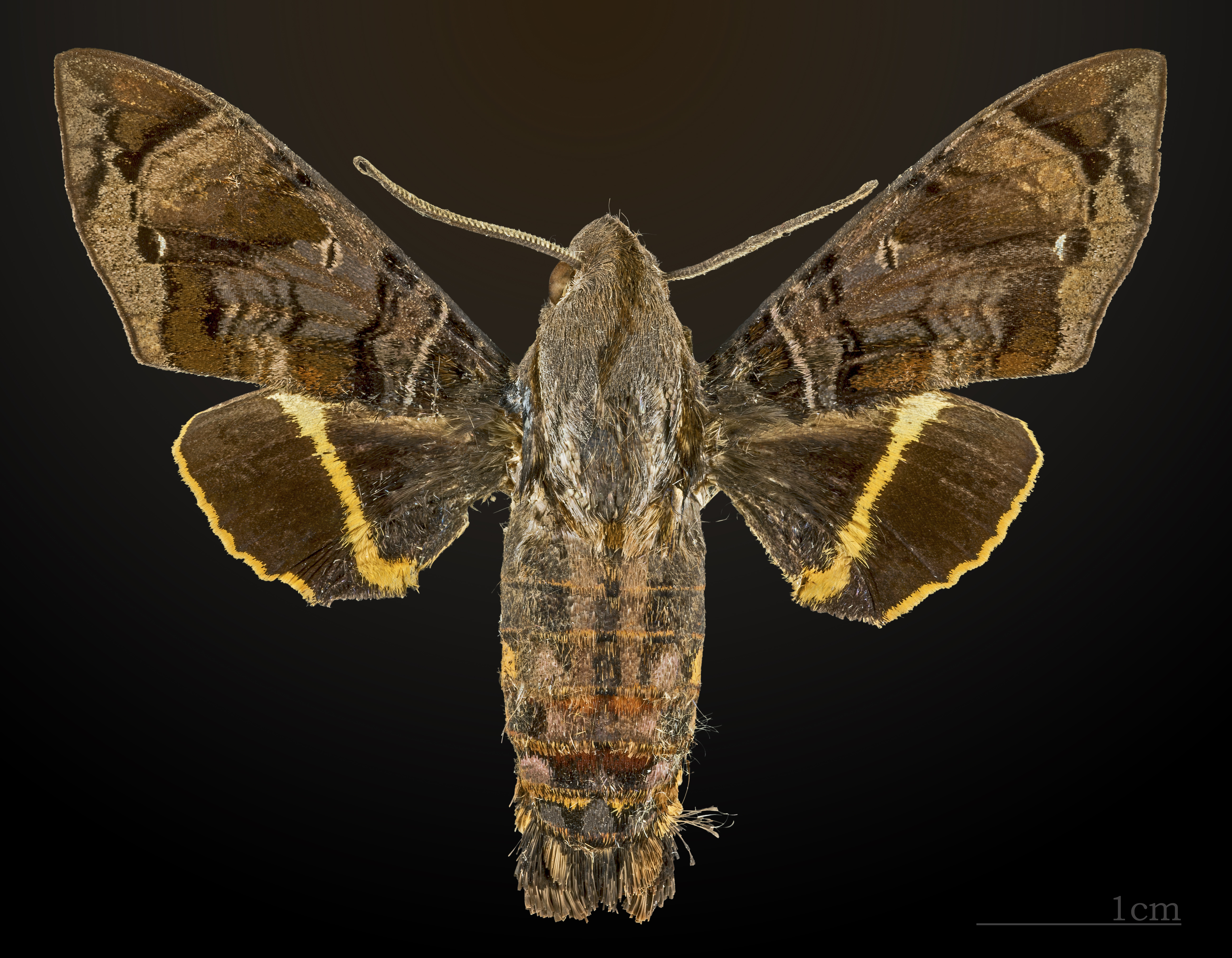
Eupyrrhoglossum sagra
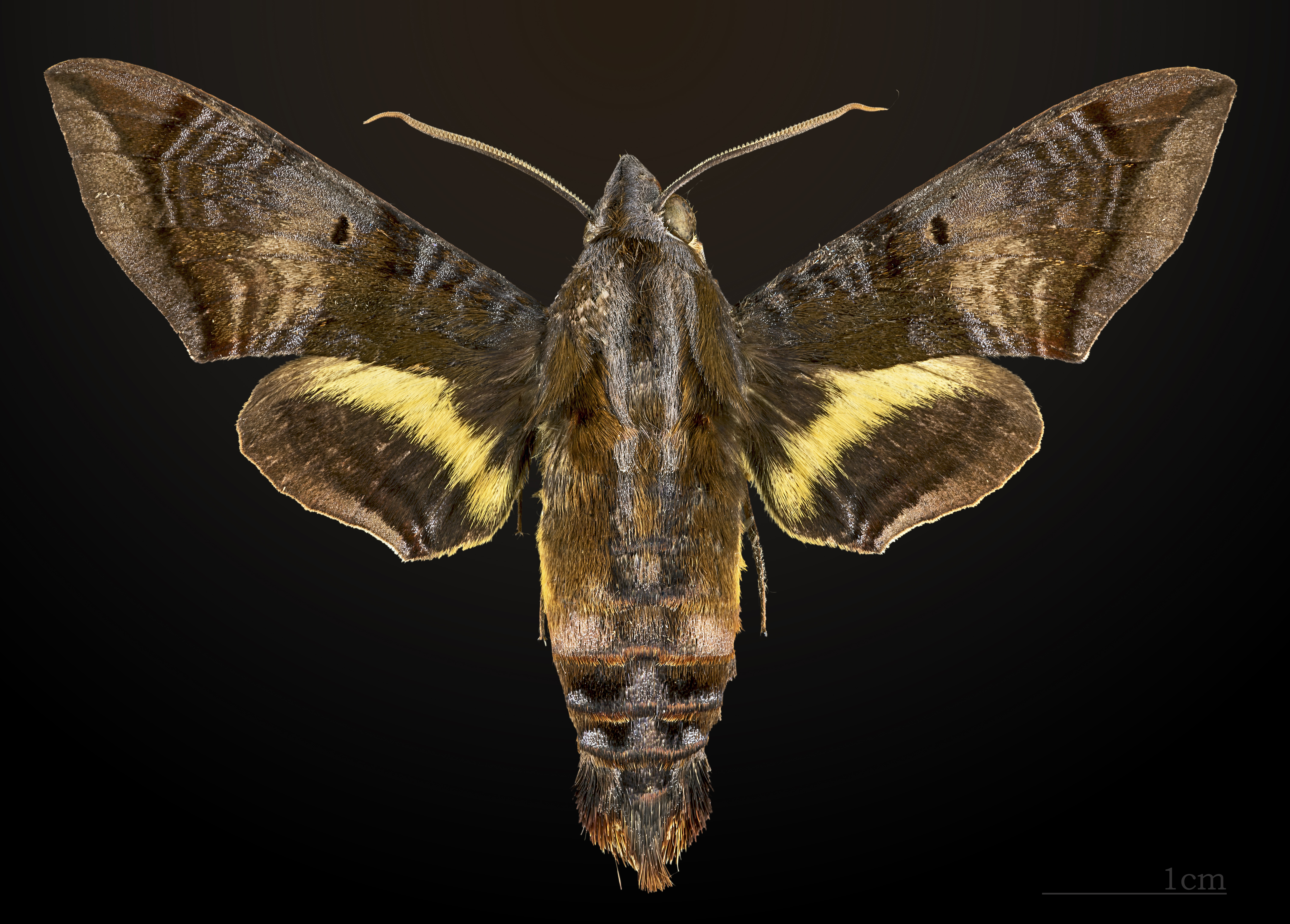
Eupyrrhoglossum venustum

## Hình ảnh
